# Unterseeboot UB-26
Pour les autres navires du même nom, voir Unterseeboot 26.
L'Unterseeboot UB-26 est un sous-marin (U-Boot) allemand de type UB II utilisé par la Kaiserliche Marine pendant la Première Guerre mondiale. Le sous-marin a été commandé le 30 avril 1915 et lancé le 14 décembre 1915. Il a été mis en service dans la marine impériale allemande le 27 décembre 1915. Le 5 avril 1916, dans le port du Havre, en France, l'UB-26 est pris au piège par les filets anti-sous-marins traînés par le torpilleur Trombe et est sabordé par son équipage. Il a été renfloué par les Français le 30 août 1917 et a servi sous le nom de Roland Morillot.
Le 23 octobre 1922, le Roland Morillot subit une voie d’eau et est abandonné dans la Manche à l’ouest de Guernesey, dans les îles Anglo-Normandes. Son équipage a été secouru par le navire français Daphné. Le Roland Morillot a ensuite été remorqué jusqu’à Cherbourg par le remorqueur français Centaure. Le Roland Morillot a été réparé et est resté en service jusqu’au 21 janvier 1925. Il a ensuite été utilisé dans des essais avant d’être finalement démoli à Cherbourg en 1935.

## Conception
Sous-marin de type UB II, l'UB-26 avait un déplacement de 265 tonnes en surface et de 291 tonnes en immersion. Il avait une longueur hors tout de 36,13 m, une largeur de 4,36 m et un tirant d'eau de 3,66 m. Le sous-marin était propulsé par deux moteurs Diesel Daimler à six cylindres à quatre temps produisant 270 chevaux (200 kW), un moteur électrique Siemens-Schuckert produisant 280 chevaux (210 kW) et un arbre d'hélice. Il était capable d’opérer à une profondeur allant jusqu’à 50 mètres.
La vitesse maximale du sous-marin était de 5,72 nœuds (10,59 km/h) en immersion et de 8,90 nœuds (16,48 km/h) en surface. Lorsqu’il était immergé, il pouvait opérer sur 45 milles marins (83 km) à 4 nœuds (7,4 km/h). En surface, il pouvait parcourir 7200 milles marins (13300 km) à 5 nœuds (9,3 km/h). L'UB-26 était armé de deux tubes lance-torpilles de 500 mm à l’avant, de quatre torpilles et d’un canon de pont SK L/40 de 50 mm. Il avait un effectif de vingt-et-un membres d’équipage et deux officiers. Son temps de plongée était de trente secondes.

## Affectations
- Flottilles des Flandres du 21 mars au 5 avril 1916.

## Commandants
- Oberleutnant zur See Wilhelm Smiths[4] : du 7 janvier au 5 avril 1916.